# Tasnádszántó
Tasnádszántó (románul: Santău) falu és községközpont Partiumban. Szatmár megye egyik települése.

## Fekvése
Tasnád városától északnyugatra fekszik.

## Története
Tasnádszántó (Tasnád-Szántó) neve az oklevelekben 1205-1235 körül tűnt fel Zumtou, Zanpto néven.
1289-ben Santhow, 1414-ben Zanto, 1421-ben Zantho oppidum (mezőváros), Nagzantho, 1450-ben Tasnád-Szántó, 1688-ban Szántó néven írták nevét.
A 15. században a település már az Érmellék egyik legnagyobb helyének számított, népessége ekkor a vármegyében a harmadik volt.
1389-ben Zsigmond magyar királytól Szántói János és István a Pető fiai kérésére Tasnádszántó részére országos vásárjogot kapott (Forum Zanthoviense).
1421-ben a Csáki család volt itt részbirtokos.
1439-ben a Csernavodai család is szerzett itt birtokrészeket.
1560-ig a Szántói Becsky család és Kende Mihály volt birtokosa.
1561-ben a Becskyek és Kende Mihály hűtlenségük miatt elvesztett birtokába Baranyai Kelemenfi, másként Fekete Jánost és Pécsi Tamást, másként Balogh Fekete Jánost iktatták be.
1692-ben Becsky György elzálogosította Tasnád-Szántót és más birtokait 1500 magyar forintért muranici Horváth Jánosnak és nejének Szalai Barkóczi Katának.
1817-ben földesurának Becsky Jánost írták.
Tasnádszántón a Hajnal hegy északi oldalán levő Manastire (kolostor) nevű helyen a szájhagyomány szerint itáliai barátok kolostora és temploma állt. E szerzetesek valószínűleg az Rákóczi-szabadságharc után telepedtek itt le, s ugyancsak a 18. században űzték el őket a Becskyek.
A település erdején keresztül egy északkeleti irányú széles árok és sánc nyomai láthatók, amelyek állítólag Szatmárig húzódnak.
1919-ig Magyarországhoz tartozott, előbb Közép-Szolnok, majd Szilágy vármegye részeként. 1910-ben 2459 román és magyar lakosa volt.
1992-ben 1999 román és magyar nemzetiségű lakos lakta. (A magyarok akkor a lakosság 34%-át alkották.)
2022-ben 1489 román 662 (44,5%) magyar lakosa volt.

## Nevezetességei
- Református temploma – 1864-ben épült.
- Római katolikus temploma – 1836-ban épült, és 1837-ben szentelték fel. Tornyában három harang lakik.
- Görögkatolikus fatemploma – 1770-ben épült.

## Híres szülöttei
- Jakobovits Márta (Jakobovitsné Sárközy Márta (1944. szeptember 22. –) – keramikus, képzőművészeti író
- Kovácsy Béla (Tasnádszántó, 1861. november 22. – Budapest, 1931. június 6.) állattenyésztési szakember, gazdasági író
- Zsisku János (1936. június 29. –) református lelkész, egyházi író, költő, elbeszélő
- Leontin Sălăjan (n. Leon Silaghi (Szilágyi)) (Tasnádszántó, 1913. június 19. – Bukarest, 1966. augusztus 28.) román hadügyminiszter